# Johann Wolf (Mediziner)
Johann Wolf, auch Wolfius (* 25. Januar 1580 in Stadtoldendorf; † 28. August 1645 in Hannover), war ein deutscher Mediziner, herzoglicher Leibarzt und Hochschullehrer.

## Leben
Johann Wolf wurde 1580 in Stadtoldendorf als Sohn des dortigen Bürgermeisters geboren. Er besuchte von 1591 bis 1593 die Schule des nahegelegenen Klosters Amelungsborn und anschließend die Schule im Kloster Riddagshausen bei Braunschweig. Im Jahr 1596 wurde er Seminarist im Kloster Mariental bei Helmstedt. Wolf wurde 1597 als herzoglicher Stipendiat in das Konvikt der Universität Helmstedt aufgenommen, wo er im Jahr 1600 die Magisterprüfung bestand. Nachfolgend gab er Privatunterricht in Philosophie und Metaphysik, bevor er 1601 ein Medizinstudium begann. Er praktizierte von 1604 bis 1605 in Braunschweig bei dem renommierten Arzt Hermann Conerding und ließ sich anschließend als Stadtphysicus in Wolfenbüttel nieder. Wolf wurde 1610 zum Dr. med. promoviert und folgte 1612 einem Ruf zum ordentlichen Professor der Medizin nach Helmstedt. Der braunschweigische Herzog Friedrich Ulrich († 1634) ernannte ihn 1631 zum Leibarzt. Im Jahr 1636 ging Wolf als Leibarzt Herzog Georgs nach Hildesheim und zu dessen Sohn, Herzog Christian Ludwig, nach Hannover. Dort starb er im August 1645 im Alter von 65 Jahren, ohne seine Helmstedter Professur aufgegeben zu haben.
Wolf heiratete um 1627 Anna Margarethe Engelbrecht (geb. 1606 in Harbke), Tochter des Amtmanns in Harbke Martin Engelbrecht (1580–1617). Er erzog ab 1642 deren Neffen Martin Chilian Stisser. Seine in Braunschweig geborene Tochter Agnes Sophie Wolf (1636–1664) war seit 1654 mit dem Osteroder Stadtphysicus und Bürgermeister Statius Heinrich Crauel (1623–1686) verheiratet, dessen Vater Johann Crauel 1648 Wolfs Witwe geheiratet hatte.
Johann Wolf wurde am 3. September 1645 in der Schlosskirche Hannover beigesetzt.

## Schriften (Auswahl)
- Exercitationes Semioticae. Helmstedt 1620.[3]